# اسکروجینز (تگزاس)
اسکروجینز، تگزاس(به انگلیسی: Scroggins, Texas) شهری در ایالت تگزاس از ایالات جنوبی ایالات متحده آمریکا است.